# Фонтан Савопуло
Фонтан Савопуло — родник в Центральном Парке культуры и отдыха в Симферополе. Вода родника не пригодна для питья.
Стал известен в 1857 году, когда здесь по его утверждению исцелился слепой грек Апостол Савопуло — после омывания глаз водой из этого источника он стал видеть. После чудесного выздоровления Савопуло облагородил родник, соорудив фонтан с резным карнизом и надписью на известняковой плите «Сей фонтан был сооружён греком Апостолом Савопуло в 1857 году». До революции 1917 года фонтан дважды, в 1881 и 1906 годах, реставрировался.
В 1981 году у фонтана снималась сцена художественного фильма «Шофёр на один рейс».
В 1994 году была проведена реставрация, которую финансировал Константин Савопуло.
Современный вид фонтан приобрёл 5 октября 2007 года.